# Санту-Эштеван (Шавеш)
Санту-Эштеван (порт. Santo Estêvão) — район (фрегезия) в Португалии, входит в округ Вила-Реал. Является составной частью муниципалитета Шавеш. По старому административному делению входил в провинцию Траз-уж-Монтиш и Алту-Дору. Входит в экономико-статистический субрегион Алту-Траз-уш-Монтеш, который входит в Северный регион. Население составляет 632 человека на 2001 год. Занимает площадь 8,79 км².